# Dr Kenneth Kaunda
Dr Kenneth Kaunda (englisch Dr Kenneth Kaunda District Municipality, früher Southern District) ist ein Distrikt der südafrikanischen Provinz Nordwest. Der Verwaltungssitz des Distrikts befindet sich in Klerksdorp. Bürgermeisterin ist Barei Elizabeth Mosiane-Segotso.

## Name
Der Distrikt ist nach dem früheren sambischen Präsidenten Kenneth Kaunda benannt.

## Geografie

### Gliederung
Die Distriktgemeinde wird von folgenden Lokalgemeinden gebildet:
| Gemeinde          | Bevölkerung |
| ----------------- | ----------- |
| City of Matlosana | 398.676     |
| JB Marks          | 219.464     |
| Maquassi Hills    | 77.794      |

### Benachbarte Verwaltungsgebiete
Der Distrikt ist umgeben von (im Uhrzeigersinn):
- Bojanala Platinum im Norden,
- West Rand (Gauteng) im Osten,
- Sedibeng (Gauteng) im Osten,
- Fezile Dabi (Freistaat) im Südosten,
- Lejweleputswa (Freistaat) im Süden,
- Dr Ruth Segomotsi Mompati im Südwesten und
- Ngaka Modiri Molema im Nordwesten.

## Demografie
Die folgenden Statistiken stammen aus dem Jahr 2011 (Volkszählung). Die Einwohner des Distrikts geben folgende Erstsprache an: 
| Sprache         | Bevölkerung | %       |
| --------------- | ----------- | ------- |
| Setswana        | 306.897     | 44,8 %  |
| Afrikaans       | 126.285     | 18,43 % |
| Sesotho         | 104.797     | 15,30 % |
| isiXhosa        | 78.472      | 11,45 % |
| Englisch        | 27.141      | 3,96 %  |
| isiZulu         | 13.459      | 1,96 %  |
| Andere Sprachen | 6.765       | 0,99 %  |
| Xitsonga        | 5.944       | 0,87 %  |
| isiNdebele      | 5.314       | 0,78 %  |
| Sepedi          | 3.972       | 0,58 %  |
| Gebärdensprache | 3.396       | 0,50 %  |
| Siswati         | 1.627       | 0,24 %  |
| Tshivenda       | 1.015       | 0,15 %  |

Die Einwohnerschaft des Distrikts setzt sich aus folgenden Bevölkerungsgruppen zusammen:
| Ethnische Gruppe | Bevölkerung | %       |
| ---------------- | ----------- | ------- |
| Schwarze         | 559.011     | 80,33 % |
| Weiße            | 101.034     | 14,52 % |
| Coloured         | 28.322      | 4,07 %  |
| Inder/Asiaten    | 5.105       | 0,73 %  |
| Andere           | 2.461       | 0,35 %  |